# Агия Марина Келокедарон
̀Агия Марѝна Келокеда̀рон (на гръцки: Αγία Μαρίνα Κελοκεδάρων) е село в Кипър, окръг Пафос. Според статистическата служба на Република Кипър през 2001 г. селото има 31 жители.
Намира се на изток от Пафос и е близо до Келокедара.